# 淯州 (瀘州)
淯州是唐代瀘州都督府所屬的一個羈縻州，久視元年（700年）置，領四縣：新定縣、淯川縣、固城縣、居牢縣。其轄地在今四川省長寧縣一帶地方，是唐代招撫當地土著所設置的州縣，一般由其頭人任州官。宋代仍有設置。